# Remix Album
A Remix Album a Soho Party együttes 3. albuma, mely egy remixalbum, és az eddig megjelent albumok felvételeinek remixeit, hosszú verzióit tartalmazza. Az albumról csupán egy kislemez az Álom című dal jelent meg, mely F.R. David Words című dalának feldolgozása.

## Az album dalai
1. Álom (Radio Edit)
2. Álom (Rave Blast)
3. Balatoni Nyár (Tihanyi Rave Mix)
4. Baby Nem Kell Más (Darth Vader Rotterdam Rmx) Mixed by Császár Előd
5. Szállj! (Extended Mix)
6. Hiányzol (Speed Rmx)
7. Brutális Sex (Private Jungle Mix) Mixed by Pierrot
8. Gyere Táncolj (Tommy Boy Remix) Mixed by Döme Dee, Tommyboy
9. Álom (Náksi & DJ Levi Dream Mix) Mixed by Dj Levi, Náksi Attila
10. Álom (70's Mix By Amadeus) Mixed by Amadeus
11. Megamix (Kovi Klub Koncert Mix) Mixed by Kovi
12. Megamix (Kkkm Radio Edit)Mixed by Kovács Nagyember László

## Közreműködő Előadók
- Betty Love - vokál

## Az albumhoz kapcsolódó hivatkozások
- Az album a Discogs oldalán[1]
- Az együttes honlapja[2]
- Az Álom című dal videóklipje[3]